# Hyalonema investigatoris
Hyalonema investigatoris är en svampdjursart som beskrevs av Schulze 1900. Hyalonema investigatoris ingår i släktet Hyalonema och familjen Hyalonematidae. Inga underarter finns listade i Catalogue of Life.